# Aston Sandford
Aston Sandford è un villaggio e parrocchia civile dell'Inghilterra, appartenente alla contea del Buckinghamshire.